# Mycomya lightfooti
Mycomya lightfooti är en tvåvingeart som beskrevs av Edwards 1925. Mycomya lightfooti ingår i släktet Mycomya och familjen svampmyggor. Inga underarter finns listade i Catalogue of Life.